# Universität Mailand

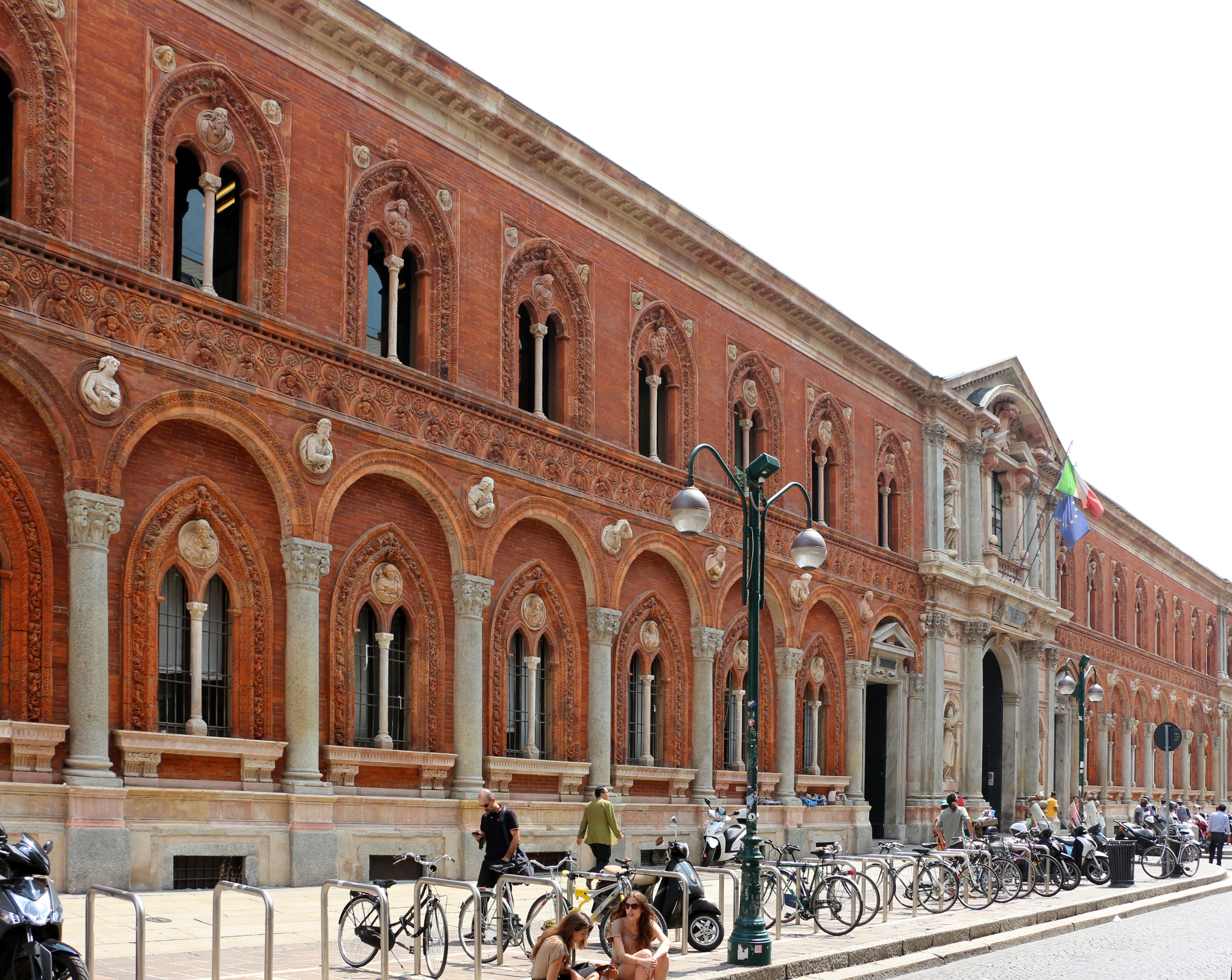
Ca' Granda, Haupteingang der Universität Mailand

Die Universität Mailand (italienisch: Università degli Studi di Milano; lateinisch: Universitas Studiorum Mediolanensis), kurz UniMi oder La Statale genannt, ist mit insgesamt über 60.000 Studierenden die größte öffentliche Universität von Mailand und ganz Norditalien. Sie ist Mitglied der Liga europäischer Forschungsuniversitäten (LERU).

## Geschichte des Ca’ Granda
Das Ca’ Granda (lombardisch für Casa Grande „großes Haus“) ist heute das Hauptgebäude der Universität einschließlich des Sitzes des Rektors und der Universitätsverwaltung. Es wurde vom Mailänder Herzog Francesco Sforza als Ospedale Maggiore („Großes Hospital“) begonnen. Seine Architektur ist das Resultat von drei Bauphasen: Nach den Plänen des Architekten Filarete wurde ab 1456 das südwestliche Karree, das der Kirche von San Nazaro gegenüberliegt, angefangen. Der Mittelteil um den großen Innenhof wurde 1625–1649 im Wesentlichen von Francesco Maria Richini ausgeführt, der klassizistisch-schmucklos gebliebene Nordostflügel folgte 1798–1804. Während des Zweiten Weltkriegs erlitt das Gebäude 1943 erhebliche Schäden. Die Universität Mailand nutzt seit 1954 das Gebäude, veranstaltet Diplom- und Doktorfeiern und empfängt hier ihre Gäste.

## Geschichte der Universität
Die Università degli studi di Milano wurde im Jahre 1923 im Zuge der Reformen des Ministers Giovanni Gentile gegründet. Es gab anfangs nur eine Fakultät für Literatur und Philosophie sowie ein schon 1906 von Luigi Mangiagalli gegründetes Klinikum. Die Eröffnungsfeier fand am 8. Dezember 1924 statt. Der erste Direktor der Universität war Luigi Mangiagalli, damals auch Bürgermeister der Stadt. Mangiagalli ist es gelungen, Geldmittel zu beschaffen, die es gestatteten, die Fakultäten für Jura, Medizin und Chirurgie sowie Mathematik und Naturwissenschaften aufzubauen. Im Jahre 1930 wurden die Fakultäten für Veterinärmedizin und für Agrarwissenschaften eröffnet.
Nach dem Zweiten Weltkrieg wurde der Universität das durch Bomben beschädigte Ospedale maggiore eingegliedert. Das Gebäude wurde 1958 noch einmal restauriert und dann zum Sitz des Rektors, von Verwaltungsbüros und der Fakultäten für Literatur, Philosophie und Jura.
Im Jahre 1960 erfolgte noch einmal ein beträchtlicher Ausbau der Universität, und in den Jahren 1988–1989 konnte man in 22 Studiengängen die Laurea (Hochschulabschluss) erwerben. Im Rahmen der Dezentralisierung der italienischen Universitäten wurden 1998 einzelne Fachbereiche in die Universität Mailand-Bicocca und die Universität Insubria in Como und Varese ausgegliedert. Im Jahre 1999 schließlich hatte die Universität Mailand 9 Fakultäten.

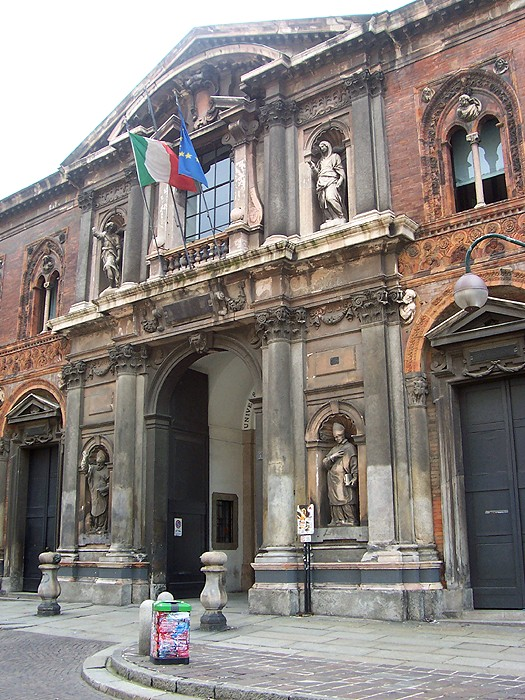
Haupteingang
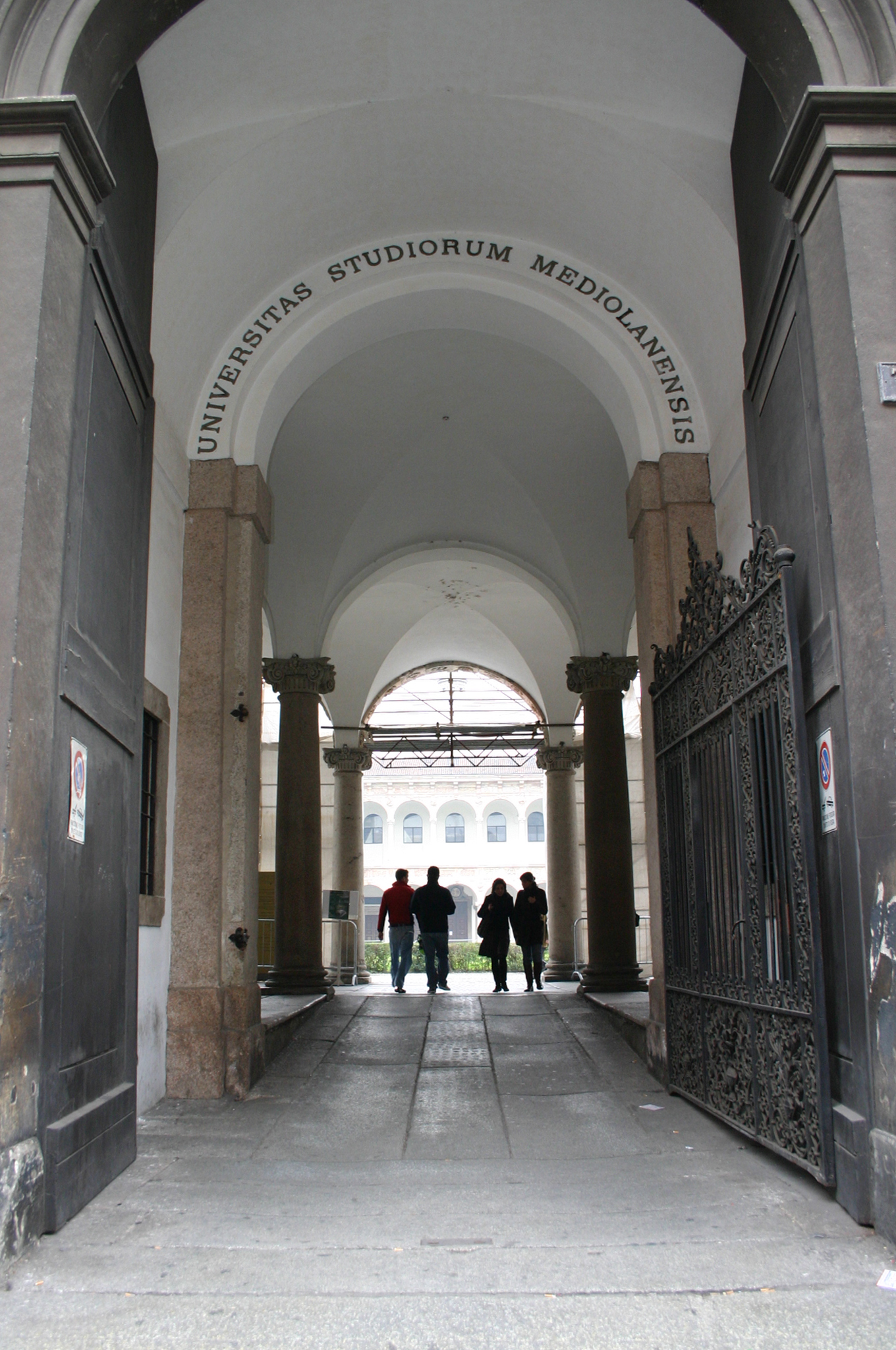
Haupteingang Richtung Innenhof
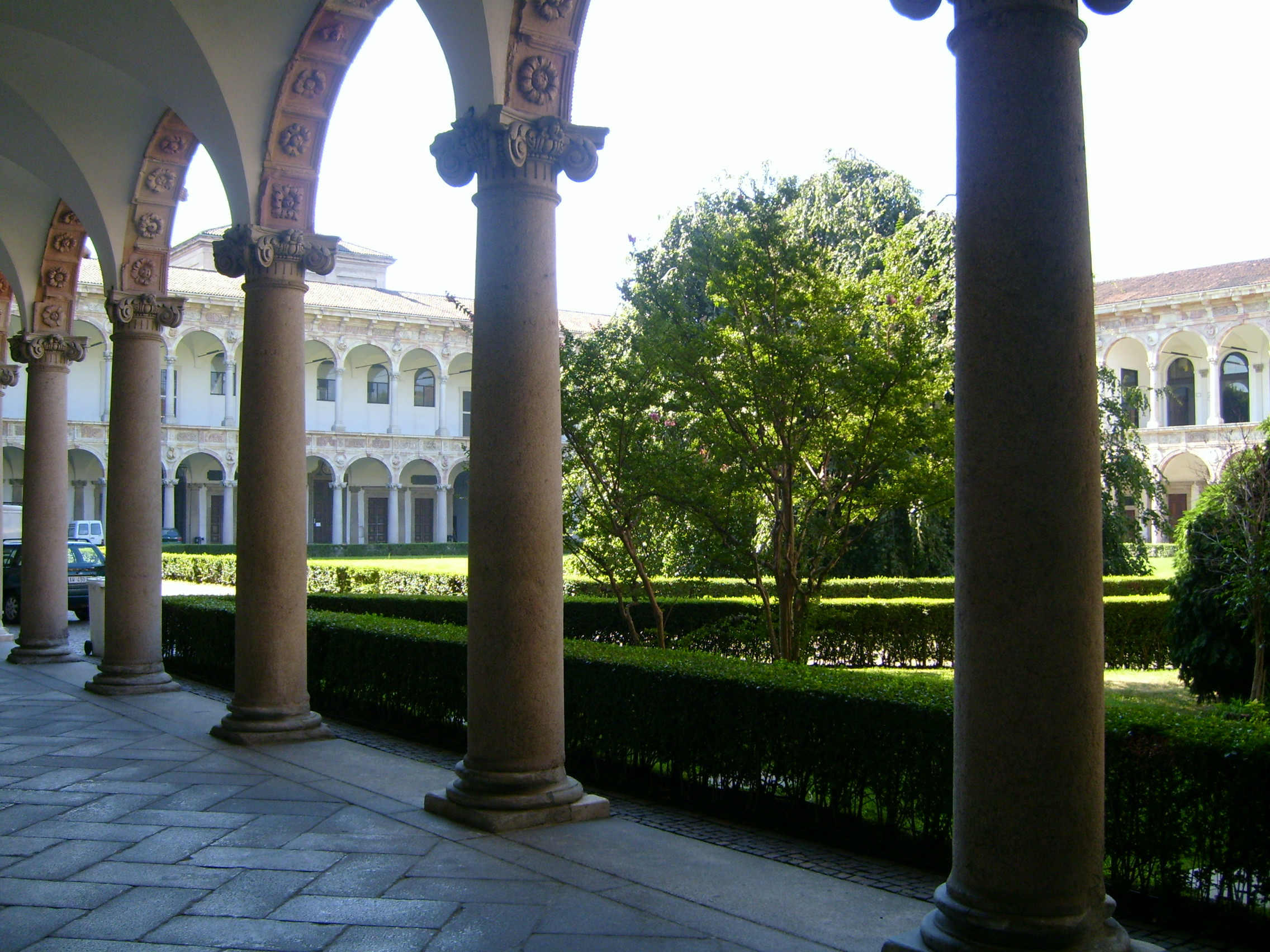
Innenhof mit Kreuzgang
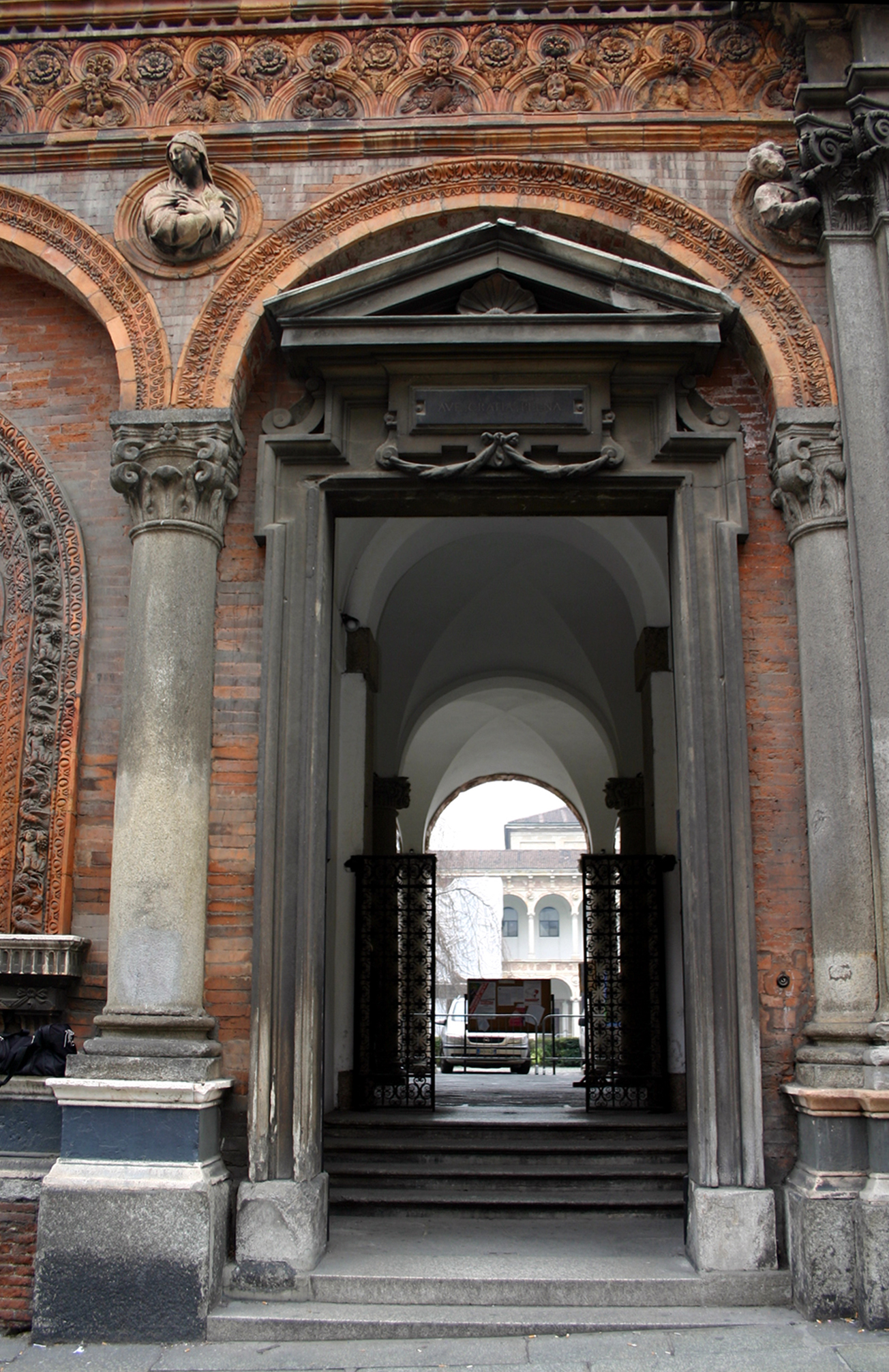
Fassadendetail der Casa Grande
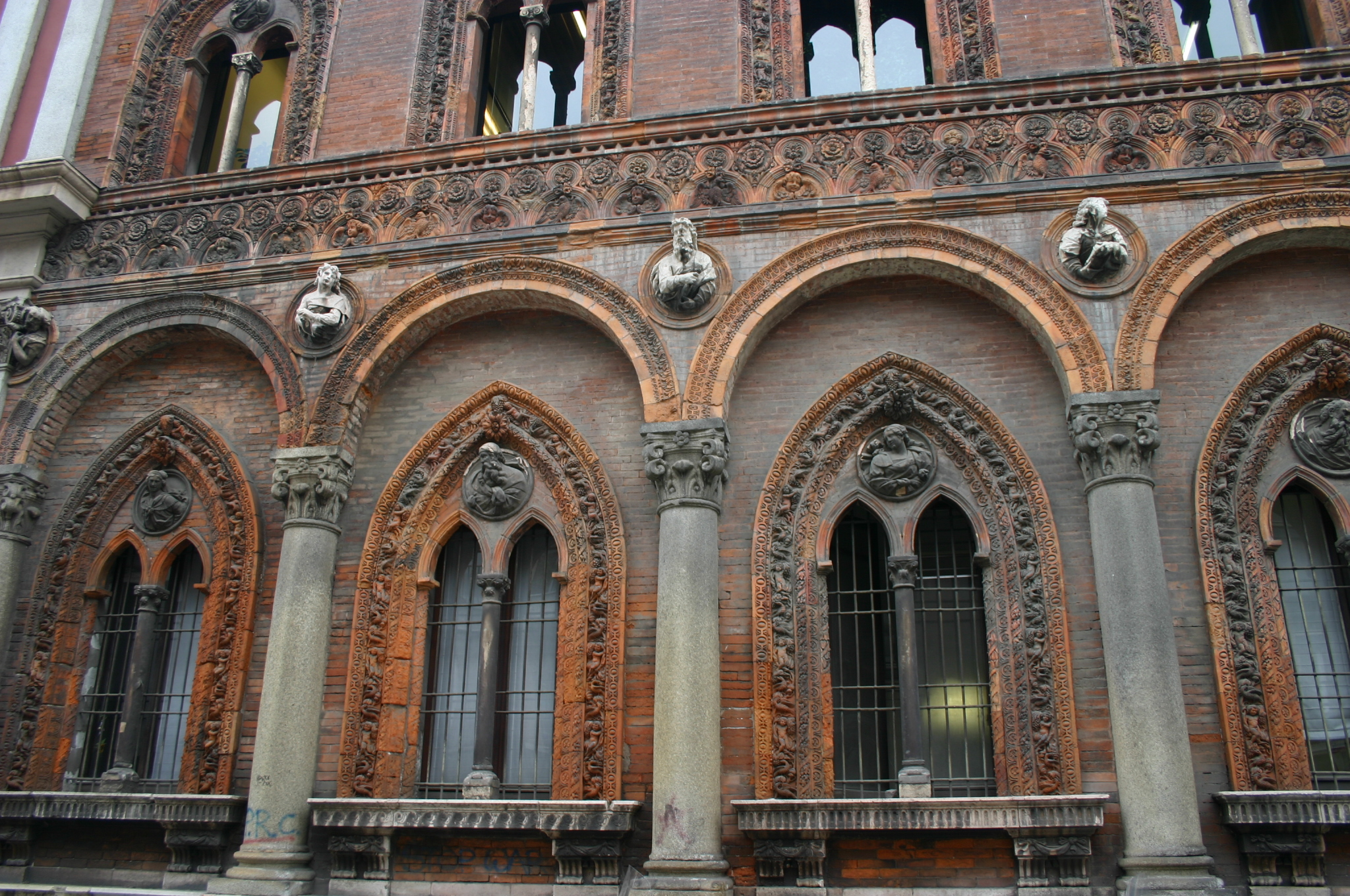
Fassadendetail der Casa Grande

## Abteilungen
Die Universität hat seit der Gelmini-Reform 31 Abteilungen (dipartimenti) in drei Sektoren.
Es sind insgesamt ca. 61.000 Studierende eingeschrieben.
Der derzeitige Rektor ist seit 2018 Elio Franzini.

## Rektoren
- Luigi Mangiagalli (Oktober 1923 – November 1926)
- Baldo Rossi (Dezember 1926 – November 1930)
- Ferdinando Livini (Dezember 1930 – Oktober 1935)
- Alberto Pepere (November 1935 – Juli 1940)
- Uberto Pestalozza (September 1940 – August 1943, als Beauftragter seit Oktober 1942 bis August 1943)
- Aurelio Candian (September 1943)
- Giuseppe Menotti De Francesco (Oktober 1943 – Mai 1945)
- Mario Rotondi (Prorektor) (Mai – September 1945)
- Gian Piero Bognetti (Prorektor) (September – Oktober 1945)
- Felice Perussia (Oktober 1945 – Oktober 1948)
- Giuseppe Menotti De Francesco (November 1948 – Oktober 1960)
- Caio Mario Cattabeni (November 1960 – Oktober 1966)
- Giovanni Polvani (November 1966 – Oktober 1969)
- Romolo Deotto (November 1969 – Oktober 1972)
- Giuseppe Schiavinato (1972 – 1984)
- Paolo Mantegazza (1984 – 2001)
- Enrico Decleva (2001 – November 2012)
- Gianluca Vago (November 2012 – September 2018)
- Elio Franzini (vom 1. Oktober 2018)